# Shenzhou 6
Shenzhou 6 (神舟六号) var Kinas andra bemannade rymdfarkost och den första med en besättning på två personer. Shenzhou 6 var den sjätte farkosten i Shenzhouprogrammet.
Farkosten sköts upp med en Chang Zheng 2F raket, från Jiuquans satellituppskjutningscenter, Inre Mongoliet, den 12 oktober 2005.
Farkosten återinträdde i jordens atmosfär och landade i Inre Mongoliet den 16 oktober 2005.